# Boulettes silésiennes
Les boulettes silésiennes (allemand : schlesische Kartoffelklöße, polonais : kluski śląskie, silésien : gumiklyjzy, allemand silésien : schläsche Kließla) sont des boulettes de pommes de terre traditionnelles de la région de Silésie, en Pologne et en Allemagne. Elles sont également appelées białe kluski, (« boulettes blanches »).

## Préparation
La pâte des boulettes blanches est composée de pommes de terre d'abord bouillies puis écrasées (modérément refroidies, mais encore chaudes), de farine de pommes de terre et d'un peu de sel. Le rapport entre les pommes de terre et la farine est d'environ 3:1 ou 4:1. Dans certaines recettes, un œuf entier peut être ajouté à la pâte, (cela aide à la mise en forme si la purée de pommes de terre a trop refroidi et que la mise en forme devient problématique).
Il existe deux méthodes pour former les boulettes. La première consiste à les couper en tranches à l'aide d'un couteau à partir des rouleaux de pâte ; la seconde consiste à les rouler à la main à partir de la pâte et à les aplatir. Enfin, un creux pour la sauce est fait avec le pouce. Les boulettes sont ensuite bouillies dans de l'eau salée jusqu'à ce qu'elles remontent à la surface.

## Service
Le plat composé de boulettes, de roulades de bœuf frites avec une sauce riche et de chou rouge bouilli est (ou était) un élément invariable du dîner du dimanche dans de nombreuses familles silésiennes traditionnelles. Les restes de quenelles peuvent être réchauffés ou frits (comme des pommes de terre) pour le dîner et consommés avec les restes de sauce ou de beurre.